# 天

篆書体による「天」

甲骨文字による「天」

天（Tiān、てん、あま）は、東洋思想の鍵概念のひとつで、人の上にある存在、人を超えた存在をあらわす。また東洋思想の概念だけでなく、後の時代に中国やアジアに伝来したインド哲学、仏教や、西洋思想・キリスト教 等々に含まれる類似の概念を漢字で表記するためにも「天」という語は用いられている。
「天」という言葉には様々な意味がある。まず基本から説明すると、「天」という漢字は、人の姿を現す「大」の上に、「一」を置いて、六書の指事で意味内容を示しており、人の上方、空の方向を示している。この意味における天は陽気の象徴であり、陰気の象徴である「地」と対義語になる。時に、「壌」と対義語にする場合もある。人の上方、という意味では「空」という字と意味がいくらか重なっている。その意味では（似た意味の字を連ねることで意味を示す方法で）「天空」とも言う。

## 中国思想の「天」「天帝」「天命」
人の上の存在、人を超えた存在という意味に関しては、中国の思想では、全ての人には天から、一生をかけて行うべき命令が与えられており、それを実行しようとする人は天から助けを受け、天命に逆らう者は必ず滅ぶと考えられている。天は全ての人のふるまいを見ており、善を行うものには天恵を、悪を行うものには天罰を与える。その時の朝廷が悪政を行えば天は自然災害の形を取ってこれを知らせ、逆にこの世に聖天子が現れる前兆として、天は珍しい動物を遣わしたり、珍しい出来事を起こしたりして知らせる、と考えられた。特に皇帝、王朝の交代時には盛んに使われ、ある王朝を倒そうとする者は「天の命が革（あらた）まって我々に新しい天命が授けられた。」と言う考え方をする。つまり革命である。

## 近世日本における解釈
幕藩体制のイデオロギーである朱子学における天は、理と等置され、人に内在する道徳的原理であると共に自然に内在する自然法則とも解釈された（石毛忠「江戸時代中期における天の思想」『日本思想史研究』三）。これに対し、徂徠学における天は、人格的意味が強く、「知の対象」ではなく、儒教（中国）元来の「敬（信仰）の対象」であった。一方、国学者本居宣長は『古事記伝』において天命思想を否定している（詳細は道 (国学)を参照）。

## 人の上方、人を超えた存在としての天
- 天は、天帝や神の住む所とされて来た。
  - 「天」は神の住む所とされてきたので、派生的用法として「天」だけで神を意味することもある。
  - 死後に人の霊が行く場所。人が行ける神の世界に近い場所。天国。嬉しい気持ちを「天にも昇る気分」と言う。
  - 仏教上での「天」の意味は、佛を守る役目をする神々のことをいい、「梵天」「帝釈天」「毘沙門天」「四天王」「金剛力士」「十二神将」「弁財天」等がある。

- アイヌの「カント」も天と訳され、樺太アイヌ文化研究者の北原モコットゥナィによれば、天を除く、海や山奥にあるカムイモシリのカムイは送り返された後、さらに天＝カントに行くことになっているとされ、カムイモシリの上の他界観としてある[2]。

- インド思想（インドの宗教）や西洋思想（西洋の宗教）が中国・アジアに伝わるにつれ、それらに含まれる、人を超えた存在を表す用語の翻訳にも、「天」の字が用いられるようになった。
  - (仏教)。梵語（サンスクリット）で「svarga」と表現される、「神々の世界」を漢字に翻訳する時に「天」の字が用いられた。「天界」とも。

六道のひとつで、人の世界よりは優れているが、まだ輪廻を免れていない領域。（なお、インド仏教の世界観では、下から順に言うと、「欲界の六天、色界の十八天、無色界の四天」という階層的な世界がある、とされている。）
- (キリスト教）万物を創造した唯一の神がいる世界、ラテン語で「cælum カエルム」、を漢字で表すために「天」が用いられている。「天主」とは神のこと。「天使」とは神の使いのこと。
- （冒頭で説明したように）「天」の字は人の上方を示し、結果として漢字では「空」の字と意味が重なるところがある。

なお、天は蓋（ふた）のように世界を覆っているとする天蓋説や、卵殻形の天が地球（卵黄に相当）を囲んでいるとする渾天（こんてん）説がある。
天候も指し、結果として気象をあらわす文字としても頻用されている。（「晴天」「荒天」等々）
- 単純に方向を示す語としては、「北」がしばしば前方を指すのに対して、「天」は上方を指す。例：「天地無用」（上下を覆すな）

## 時間としての天
天と関連の深い太陽との結び付きにより、派生義として時間をも指すようになった。
- 天に太陽が昇っている間、すなわち昼間を指す。「白天」と同じ。
- 現代中国語では、太陽が昇って沈み、再び昇るまでの間、すなわち「日」（24時間）を指すことも多い。
- さらには、数ヶ月間に及ぶ時期を指す場合もある。例：「春天」。

## 引用文
「天は人の上に人を造らず人の下に人を造らずと云えり」—-- 福沢諭吉、『学問のすすめ』（1872年）
「天下　仁に帰す。」—-- 孔子、『論語』
「天壌無窮」 -- —『日本書紀』、「神代紀」